# Beaujeu-et-Pierrejux
Ancienne commune de la Haute-Saône, la commune de Beaujeu-et-Pierrejux a existé de 1807 à 1808. Elle a été créée en 1807 par la fusion des communes de Beaujeu et de Pierrejux. En 1808 elle a fusionné avec la commune de Saint-Vallier pour former la nouvelle commune de Beaujeu-Saint-Vallier-et-Pierrejux.